# Лурье, Александр Григорьевич
Александр Григорьевич (Гиршевич) Лурье (28 января 1868—1954) — русский и советский учёный-медик, дерматовенеролог, профессор и заведующий кафедрой кожно-венерических болезней Киевского института усовершенствования врачей (1919—1954).

## Биография
Родился 28 января (по старому стилю) 1868 года в Киеве в семье Гирша Александровича Лурье и Марии Борисовны Лурье (в девичестве Аринштейн, 1847—1939). Племянник детского врача, профессора Евгения Львовича Скловского. Выпускник Императорского Университета Святого Владимира (1893). В 1890-е годы работал сначала ординатором на кафедре накожных и сифилитических болезней Университета Святого Владимира у профессора С. П. Томашевского и в киевской дерматологической клинике профессора М. И. Стуковенкова, затем врачом Киевской еврейской больницы. На протяжении многих лет заведовал дерматологическим отделением Киевской 1-й городской больницы.
В 1918 году организовал и возглавил венерологическую секцию Киевского губернского отдела здравоохранения, а в 1920 году — губернский венерологический диспансер. В 1919 году основал кафедру кожных и венерических болезней в Киевском государственном институте усовершенствования врачей, которой заведовал 36 лет до конца жизни.
В 1933 году основал первый в СССР микологический диспансер, став таким образом пионером борьбы с микозами. На протяжении десятилетий был бессменным председателем Киевского научного общества дерматовенерологов и заместителем председателя Украинского республиканского научного общества дерматовенерологов.
Научные труды посвящены общим принципам терапии сифилиса, в частности разработал метод одновременного введения оварсенола и биохинола для уплотнённой терапии сифилиса, опубликовал также труды по семиотике сифилиса. Среди учеников — профессора A. M. Кричевский, Л. И. Соголов, М. М. Левин, Д. А. Быховская, М. Г. Рейф.

## Семья
- Сёстры — Рашель Григорьевна Лурье, врач-гинеколог и учёный-медик; Анна Григорьевна Козинцова (жена доктора медицины М. И. Козинцова).
- Двоюродный брат — Илья Григорьевич Эренбург, поэт и прозаик.
- Племянники — Григорий Михайлович Козинцев, режиссёр; Любовь Михайловна Козинцова, художница (жена писателя И. Г. Эренбурга).
- Двоюродная сестра — Лидия Евгеньевна Фридман-Скловская, была замужем за видным советским педиатром и детским нефрологом Э. И. Фридманом.

## Публикации
- О влиянии подкожных впрыскиваний лошадиной кровяной сыворотки на состав крови у сифилитиков. Из Дерматологической клиники проф. М. И. Стуковенкова. СПб: К. Л. Риккер, 1896. — 26 с.
- Случай «dermatitis exfoliativa generalisata chronica Wilson-Brocqu’a» (Из Киевской еврейской больницы). Киев: Типография Университета св. Владимира Н. Т. Корчак-Новицкого, 1898. — 8 с.
- Об эвакуации больных и раненых и о так называемых временно-санитарных поездах в минувшую Русско-Японскую войну. Доклад, читанный в заседании Общества киевских врачей 28 октября 1906 г. Киев: Типография товарищества «Просвещение», 1907. — 28 с.
- Случай узловатой проказы. Киев: Типография товарищества «Просвещение», 1907. — 11 с.
- А. Лихтенберг. Хирургия гонореи. Редакция и предисловие А. Г. Лурье. Харьков, 1927.
- Стригущий лишай и парша. Научно-популярный очерк. Киев: Госмедиздат УССР, 1948. — 16 с.